# Дальній (Александровський район)
Да́льній (рос. Дальний) — селище у складі Александровського району Оренбурзької області, Росія.

## Населення
Населення — 44 особи (2010; 163 у 2002).
Національний склад (станом на 2002 рік):
- росіяни — 43 %
- татари — 42 %